# Sergej Fokin
Sergej "Sigge" Fokin, född 2 maj 1963 i Moskva, Sovjetunionen, är en rysk före detta ishockeyspelare och är numera tränare för J18-laget Viking HC efter en tid som tränare för Säffle HC. Fokin var en defensiv back som tre gånger vann SM-guld med Färjestad BK: 1997, 1998 och 2002. Fokin blev snabbt en publikfavorit i FBK.
Fokin är sedan 2012 tränare för hockeygymnasium för Viking HC från Hagfors.

## Klubbar
- Kristall Saratov
- Spartak Moskva
- Västerås Hockey
- Färjestad BK
- Borås HC
- Malmö Redhawks
- Viking HC
- Säffle HC